# John Owen (teolog)
John Owen, född 1616 i Stadhampton i Oxfordshire, död den 24 augusti 1683 i Ealing, var en engelsk teolog.
Owen värderades högt av Cromwell och var 1652–1657 vicekansler för Oxfords universitet. Sin teologiska lärdom nedlade han i mer än 80 särskilda arbeten, som ställer honom som den mest produktive bland nonkonformisternas skriftställare. Hans verk utgavs 1850–1855.